# Никольская Дача
Никольская Дача — деревня в Ступинском районе Московской области в составе Городского поселения Михнево (до 2017 года)  (до 2006 года — входила в Татариновский сельский округ). На 2016 год в Никольской Даче 1 улица — Никольская и Староникольский переулок.

## Население
| 2002 | 2006 | 2010 |
| ---- | ---- | ---- |
| 13   | ↘10  | ↘8   |

Никольская Дача расположена на севере района, в лесном массиве, ближайшие населённые пункты: Татариново — примерно в 0,5 км на северо-запад и Вельяминово — около 1 км на запад, там же ближайшая железнодорожная станция.